# فرانك بلوم
فرانك بلوم هو لاعب هوكي الجليد كندي، ولد في 29 يونيو 1952 في غريتر سودبوري في كندا.

## وصلات خارجية
- فرانك بلوم على موقع EliteProspects.com (الإنجليزية)
- فرانك بلوم على موقع HockeyDB.com (الإنجليزية)